# Stanisław Narkuski
Stanisław Narkuski (Stanisław Gabriałowicz) (ur. c. 1516, zm. 13 lutego 1565), duchowny rzymskokatolicki, członek Rady Panów Wielkiego Księstwa Litewskiego, przeciwnik reformacji. Kanonik i archidiakon wileński. W 1564 mianowany ordynariuszem żmudzkim, prawdopodobnie nie objął diecezji.
Jako wysłannik biskupa wileńskiego i kapituły wileńskiej uczestniczył w synodzie w Warszawie w 1561 roku.
Na sejmie bielskim 1564 roku był świadkiem wydania przywileju bielskiego przez króla Zygmunta II Augusta. 